# Backworth
Backworth è un paese di 1 399 abitanti della contea del Tyne and Wear, in Inghilterra.